# Rouziers-de-Touraine
Rouziers-de-Touraine és un municipi francès, situat al departament de l'Indre i Loira i a la regió de Centre – Vall del Loira. L'any 2007 tenia 1.216 habitants.

## Demografia

### Població
El 2007 la població de fet de Rouziers-de-Touraine era de 1.216 persones. Hi havia 424 famílies, de les quals 72 eren unipersonals (24 homes vivint sols i 48 dones vivint soles), 124 parelles sense fills, 220 parelles amb fills i 8 famílies monoparentals amb fills.
La població ha evolucionat segons el següent gràfic:
Habitants censats

### Habitatges
El 2007 hi havia 459 habitatges, 428 eren l'habitatge principal de la família, 13 eren segones residències i 18 estaven desocupats. 446 eren cases i 11 eren apartaments. Dels 428 habitatges principals, 359 estaven ocupats pels seus propietaris, 67 estaven llogats i ocupats pels llogaters i 2 estaven cedits a títol gratuït; 2 tenien una cambra, 6 en tenien dues, 38 en tenien tres, 111 en tenien quatre i 271 en tenien cinc o més. 357 habitatges disposaven pel capbaix d'una plaça de pàrquing. A 139 habitatges hi havia un automòbil i a 270 n'hi havia dos o més.

### Piràmide de població
La piràmide de població per edats i sexe el 2009 era:
| Homes | Edats   | Dones |
| ----- | ------- | ----- |
| 0     | 95 o +  | 0     |
| 0     | 90 a 94 | 4     |
| 4     | 85 a 89 | 8     |
| 0     | 80 a 84 | 0     |
| 4     | 75 a 79 | 12    |
| 16    | 70 a 74 | 12    |
| 20    | 65 a 69 | 16    |
| 0     | 60 a 64 | 24    |
| 20    | 55 a 59 | 8     |
| 32    | 50 a 54 | 32    |
| 44    | 45 a 49 | 40    |
| 48    | 40 a 44 | 24    |
| 44    | 35 a 39 | 60    |
| 56    | 30 a 34 | 56    |
| 28    | 25 a 29 | 40    |
| 16    | 20 a 24 | 36    |
| 24    | 15 a 19 | 4     |
| 36    | 10 a 14 | 60    |
| 84    | 5 a 9   | 60    |
| 72    | 0 a 4   | 40    |

## Economia
El 2007 la població en edat de treballar era de 790 persones, 623 eren actives i 167 eren inactives. De les 623 persones actives 596 estaven ocupades (309 homes i 287 dones) i 27 estaven aturades (11 homes i 16 dones). De les 167 persones inactives 51 estaven jubilades, 80 estaven estudiant i 36 estaven classificades com a «altres inactius».

### Ingressos
El 2009 a Rouziers-de-Touraine hi havia 433 unitats fiscals que integraven 1.242 persones, la mediana anual d'ingressos fiscals per persona era de 19.791 €.

### Activitats econòmiques
Dels 36 establiments que hi havia el 2007, 3 eren d'empreses alimentàries, 3 d'empreses de fabricació d'altres productes industrials, 10 d'empreses de construcció, 5 d'empreses de comerç i reparació d'automòbils, 2 d'empreses de transport, 1 d'una empresa d'hostatgeria i restauració, 1 d'una empresa d'informació i comunicació, 7 d'empreses de serveis, 1 d'una entitat de l'administració pública i 3 d'empreses classificades com a «altres activitats de serveis».
Dels 14 establiments de servei als particulars que hi havia el 2009, 1 era una oficina de correu, 1 taller de reparació d'automòbils i de material agrícola, 1 paleta, 1 guixaire pintor, 4 fusteries, 1 lampisteria, 1 electricista, 1 empresa de construcció, 2 perruqueries i 1 saló de bellesa.
Dels 4 establiments comercials que hi havia el 2009, 1 era una botiga de més de 120 m² i 3 fleques.
L'any 2000 a Rouziers-de-Touraine hi havia 13 explotacions agrícoles que ocupaven un total de 1.250 hectàrees.

## Equipaments sanitaris i escolars
L'únic equipament sanitari que hi havia el 2009 era una farmàcia.
El 2009 hi havia una escola elemental.

## Poblacions més properes
El següent diagrama mostra les poblacions més properes.